# AussieBum
aussieBum — международная компания-производитель мужского нижнего белья из Австралии. В начале своей деятельности, производила плавки и одежду для сёрфинга, но в последнее время[уточнить] расширила производство. 
Компания началась в 2001 году с инвестирования 20000 австралийских долларов, а удваивалась каждый год с момента своего основания, в 2004 финансовом году заработала более 5 миллионов долларов, изготовляя более 150 различных стилей продуктов.
aussieBum известна весьма креативными рекламными кампаниями и вызывающей продукцией. Линия нижнего белья Wonderjock призвана визуально увеличивать мужское достоинство, благодаря специальному карману в который помещаются гениталии.
Вся продукция изготавливается aussieBum в Австралии, в пригороде Сиднея.

## Продукция
Большинство продукции шьётся из натурального текстиля: египетского хлопка, бананового волокна и других экзотических материалов, призванных обеспечить комфорт и качество. Готовая продукция распространяется через интернет-магазин на официальном сайте компании и в некоторых розничных магазинах. На данный момент действует бесплатная доставка в некоторые страны, среди которых есть и Россия. Однако в 2018 году политика доставки изменилась. Заказы от 30 долларов доставляются бесплатно.

## Маркетинг
Компания не имеет зарубежных торговых представителей, а полагается на свой веб-сайт. Австралийские продажи составляют лишь 10 % от бизнеса компании в 20 миллионов продаж в год.
Продукция бренда продаётся в некоторых известных мировых универмагах в мире, таких как Selfridges, Harrods и House of Fraser в Великобритании, Printemps в Париже, Kaufhaus des Westens в Берлине, и Harvey Nichols в Дубае, а также в бутиках в различных городах по всему миру.
aussieBum продвигает свою продукцию в различных социальных сетях, таких как Facebook и Twitter. Бренд «aussiebum» является седьмым по популярности поисковым запросом в Австралии.